# Paul Kane

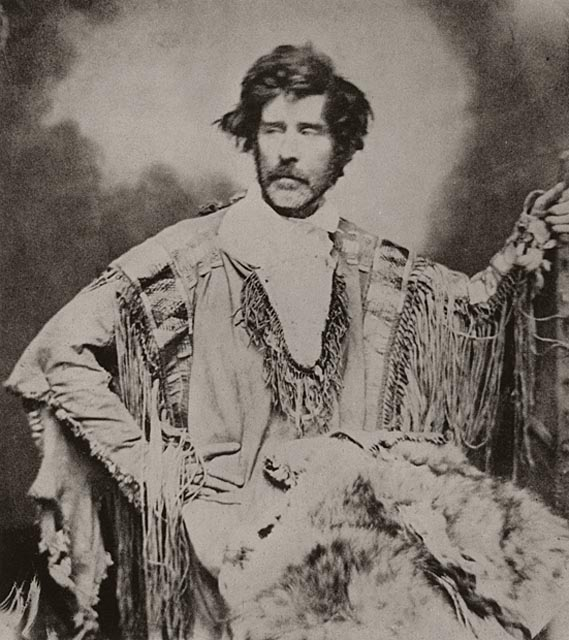
Paul Kane

Paul Kane (n. 3 septembrie 1810 – d. 20 februarie 1871) a fost un pictor canadian cunoscut pentru picturile sale ale băștinașilor canadieni și din alte părți ale Americii de Nord. Fiind un artist în mare parte autodidact, el a crescut în Toronto și se antrena copiind marii maeștri europeni în călătorii prin Europa. A întreprins două călătorii în nord-vestul sălbatic al Canadei - în 1845 și în perioada 1846-1848, în perioada respectivă producând peste 100 de tablouri ulei pe pânză.
1. 1 2  Autoritatea BnF, accesat în 10 octombrie 2015
2. ↑  Paul Kane, Kane, Paul[*]
3. 1 2  „Paul Kane”, Gemeinsame Normdatei, accesat în 30 aprilie 2014
4. 1 2  Paul Kane, Encyclopædia Britannica Online, accesat în 9 octombrie 2017
5. 1 2  PAUL KANE, Dictionary of Canadian Biography, accesat în 9 octombrie 2017
6. 1 2  RKDartists
7. ↑  Paul Kane (în engleză), RKDartists
8. ↑  Paul Kane, SNAC, accesat în 9 octombrie 2017
9. ↑  National Gallery of Canada online collection
10. ↑  CONOR.SI[*] Verificați valoarea |titlelink= (ajutor)
11. ↑  Artfacts